# 休宁华溪蟹
休宁华溪蟹（学名：Sinopotamon xiuningense）为溪蟹科华溪蟹属的动物。在中国大陆，分布于安徽等地，主要生活于淡水环境。该物种的模式产地在安徽休宁。